# Wojciech Muzyk
Wojciech Muzyk (Suwałki, Polonia, 7 de noviembre de 1998) es un futbolista polaco que juega de portero en el Stal Stalowa Wola de la II Liga de Polonia. 

## Carrera
Wojciech Muzyk jugó en las categorías inferiores del Czarni Olecko de la III Liga antes de ser transferido al MKS Ełk en la temporada 2015/16. Sería fichado nuevamente en verano de 2016 por el Olimpia Grudziądz, haciéndose con la titularidad y siendo uno de los artífices del ascenso del club a la I Liga en la campaña 2018/19, teniendo un total de 29 apariciones con el conjunto del voivodato de Cuyavia y Pomerania, dejando la portería a cero en nueve de ellos. Sus buenas actuaciones atrajeron a multitud de equipos de primer nivel del fútbol polaco, entre ellos el Legia de Varsovia de la capital, quienes ficharon al guardameta podlesio por cuatro temporada, hasta junio de 2023. No obstante, las continuas lesiones y la competencia con los demás arqueros del equipo, como Radosław Majecki o Artur Boruc, motivaron su salida definitiva del club en octubre de 2022, rescindiendo su contrato con el Legia y pasando a formar parte del plantel del Siarka Tarnobrzeg, en la II Liga.El 29 de enero de 2024 firmó un contrato con el Stal Stalowa Wola.